# Мариво, Пьер де
Пьер Карле́ де Шамбле́н де Мариво́ (фр. Pierre Carlet de Chamblain de Marivaux; 4 февраля 1688, Париж — 12 февраля 1763, Париж) — французский драматург и прозаик. Наиболее известные его произведения — неоконченные романы «Удачливый крестьянин» и «Жизнь Марианны».

## Биография
Отец писателя, Николя Карле, служил директором монетного двора города Рион. Пьер, по-видимому, окончил коллеж в этом городе, затем с семьёй перебрался в Париж, где изучал юриспруденцию, но адвокатом не стал. В 1717 женился на Коломб Боллонь, которая скончалась в 1723, оставив ему дочь. Ради заработка занимался журналистикой (1717), в 1721 основал еженедельный (затем — ежемесячный) журнал «Французский наблюдатель». Вскоре стал популярным и востребованным драматургом.
Написал большое количество пьес, несколько романов («Фарзамон, или Новый Дон-Кихот», 1712; «Удивительные действия симпатии»; «Телемах наизнанку», 1736) и повестей («Карета, застрявшая в грязи», 1714). Его имя дало понятие мариводажа, то есть изысканного и даже вычурного галантного стиля. Жан Франсуа де Лагарп определил мариводаж как «тончайшую смесь метафизики и тривиальности, двусмысленных чувств и просторечных оборотов».
Театр Мариво — переход от итальянской комедии масок с её традиционными персонажами (особенно Арлекин) к более современному и литературному театру. Многие исследователи видят в Мариво мастера маски и иносказания. Язык его персонажей — также своего рода маска, за которой скрывается их характер. Чаще всего это молодые люди, на пороге самостоятельной жизни, полные неуверенности и тревоги, прячущие свои истинные чувства. Мариво — мастер тонких психологических характеристик и нюансов.

## Признание
4 февраля 1743 года был избран во Французскую Академию, впоследствии стал её бессменным секретарем. С годами мода сменилась, Мариво умер почти забытым. Однако в XX в. интерес публики к драматургу, как и к ряду его современников (Шодерло де Лакло, Кребийон-сын), вернулся, и в последние десятилетия его пьесы с успехом идут на сценах мира. Проза и драматургия Мариво переиздаются. С середины 1950-х его пьесы активно переносят на телеэкран. В 1997 экранизирован роман Мариво «Жизнь Марианны», в том же году на Бродвее был поставлен мюзикл по комедии Мариво «Триумф любви», а в 2001 Клэр Пиплоу сняла по этой пьесе удачный костюмный фильм с Мирой Сорвино и Беном Кингсли (продюсером ленты был Бернардо Бертолуччи). Монографии о Мариво написали Марсель Арлан и Мишель Деги, его пьесы (в особенности — «Игра любви и случая») используются теоретиками театра и театральными педагогами (Патрис Пави и др.) для изучения механики сценического действия.

## Произведения

### Пьесы
- 1712: Осторожный и справедливый отец, или Криспен, удачливый плут
- 1720: Любовь и Правда
- 1720: Арлекин, воспитанный любовью
- 1720: Аннибал, единственная трагедия
- 1722: Сюрприз любви
- 1723: Двойное непостоянство
- 1724: Переодетый принц, или Прославленный авантюрист
- 1724: Мнимая служанка, или Наказанный плут
- 1724: Непредвиденная развязка
- 1725: Остров рабов
- 1725: Крестьянин-наследник
- 1726: Магомет второй (незаконченная трагедия в прозе)
- 1727: Остров разума, или маленькие человечки
- 1727: Еще один сюрприз любви
- 1728: Триумф Плутона
- 1729: Новая колония, пьеса утеряна и восстановлена в 1750 под новым названием Колония
- 1730: Игра любви и случая
- 1731: Встреча двух Амуров
- 1732: Торжество любви
- 1732: Безрассудные клятвы
- 1732: Школа матерей
- 1733: Уловка
- 1734: Ошибка
- 1734: Исправленный щеголь
- 1734: Дорога судьбы, или Прыжок через канаву
- 1735: Мать-наперсница
- 1736: Наследство
- 1737: Ложные признания
- 1738: Нечаянная радость
- 1739: Чистосердечные
- 1740: Испытание
- 1741: Сплетник
- 1744: Спор
- 1746: Побежденный предрассудок
- 1750: Колония
- 1750: Верная жена
- 1757: Фелиси
- 1757: Ветреная возлюбленная
- 1757: Искренние актёры
- 1761: Провинциалка

### Романы
- 1713—1714: Приключения***, или Удивительные действия симпатии
- 1714: Карета, застрявшая в грязи
- 1714: Бильбоке
- 1714: Телемах наизнанку
- 1716—1717: Иллиада наизнанку
- 1737: Фарзамон, или Новый Дон Кихот

Неоконченные романы
- 1727: Жизнь Марианны, или Приключения графини де ***
- 1735: Удачливый крестьянин, или Мемуары г-на ***

## Публикации на русском языке
- Мариво П. де. Комедии / Вступ. статья и примеч. А. Михайлова. — М.: Искусство, 1961. — 779 с. — (Библиотека драматурга).
- Мариво П. де. Жизнь Марианны, или Приключения графини де *** / Пер. с фр. Н. Немчиновой и А. Поляк; Вступ. статья и примеч. А. Михайлова. — М.: Художественная литература, 1968. — 551 с.
- Мариво П. де. Удачливый крестьянин, или Мемуары господина *** / Изд. подготовили А. Д. Михайлов и др.. — М.: Наука, 1970. — 387 с. — (Литературные памятники).